# Dominique Wacalie
Dominique Wacalie (14 de agosto de 1982 en Lifou) es un exfutbolista franco-neocaledonio que jugó como delantero en el Sud Nivernais Imphy Decize. Actualmente es el entrenador de Nueva Caledonia.

## Carrera
Debutó en 2000 en el AS Temanava tahitiano. En 2002 fue contratado por el AS Lay-Saint-Cristophe de Francia, club en el que jugó hasta 2004. Luego rondó por una serie de clubes amateurs franceses hasta recalar en 2009 en el FC Bourges. En 2011 fue fichado por el Sud Nivernais Imphy Decize.

### Clubes
| Club                   | País               | Año         |
| ---------------------- | ------------------ | ----------- |
| AS Temanava            | Polinesia Francesa | 2000 - 2001 |
| AS Vénus               | Polinesia Francesa | 2001 - 2002 |
| AS Lay-Saint-Cristophe | Francia            | 2002 - 2004 |
| FC Deólois             | Francia            | 2004 - 2009 |
| FC Bourges             | Francia            | 2009 - 2011 |
| SNID                   | Francia            | 2011 - 2012 |
| Chassieu-Décines FC    | Francia            | 2012 - 2014 |

### Selección nacional
Representó 9 veces a Nueva Caledonia sin anotar goles.